# Anchiphiloscia bicolorata
Anchiphiloscia bicolorata is een pissebed uit de familie Philosciidae. De wetenschappelijke naam van de soort is voor het eerst geldig gepubliceerd in 1982 door Ferrara & Taiti.